# José Mariano da Rocha Filho
José Mariano da Rocha Filho GOIP • ComC • OMM (Santa Maria, 12 de fevereiro de 1915 — Santa Maria, 15 de fevereiro de 1998) foi um médico e educador brasileiro. Foi professor e o responsável pela fundação e instalação da Universidade Federal de Santa Maria, em 1960, sendo seu primeiro reitor.

## Vida
Filho de José Mariano da Rocha e de Maria Clara Marques da Cunha da Rocha, sendo membro duma família do Rio Grande do Sul. Era descendente do tenente-general Manuel Marques de Sousa, conde de Porto Alegre, de José Maria da Gama Lobo d'Eça, barão de Saicã, mas tinha um pensamento diferente de seus antepassados já que defendia ideais republicanos, democráticos e coletivistas.    Estudou no Colégio Santa Maria, em Santa Maria, RS. Em 1931, aos 16 anos, ingressou na Faculdade de Medicina de Porto Alegre (atual Faculdade de Medicina da UFRGS), que em 1934 passou a integrar a Universidade de Porto Alegre, atual Universidade Federal do Rio Grande do Sul. Em 1932 foi eleito presidente do Centro Acadêmico Sarmento Leite, da Faculdade de Medicina de Porto Alegre, e em 1934, com a criação da Universidade de Porto Alegre (mudança de nome), organizou e foi o primeiro presidente da Federação dos Estudantes da Universidade de Porto Alegre.
Em 1938, casou-se com a professora Maria Zulmira Velho Dias, natural de Caçapava do Sul, e voltou a Santa Maria onde passou a atuar como médico e lecionar na Faculdade de Farmácia de Santa Maria, criada em 1931 pelo regime de Escola Livre, ou seja, como a legislação da época denominava uma instituição de ensino superior que funcionasse independentemente da existência de uma universidade. Até então não existia a Faculdade de Medicina de Santa Maria e Universidade Federal de Santa Maria. Foi eleito Diretor da Faculdade de Farmácia de Santa Maria em 1945 e reeleito várias vezes. Em 1953, liderava a Associação Pró-Ensino Superior – ASPES e contribuiu para a criação de uma Faculdade de Filosofia, Ciências e Letras em Santa Maria, juntamente com as irmãs franciscanas da Sociedade Caritativa e Literária São Francisco de Assis – Zona Norte.

## Obra

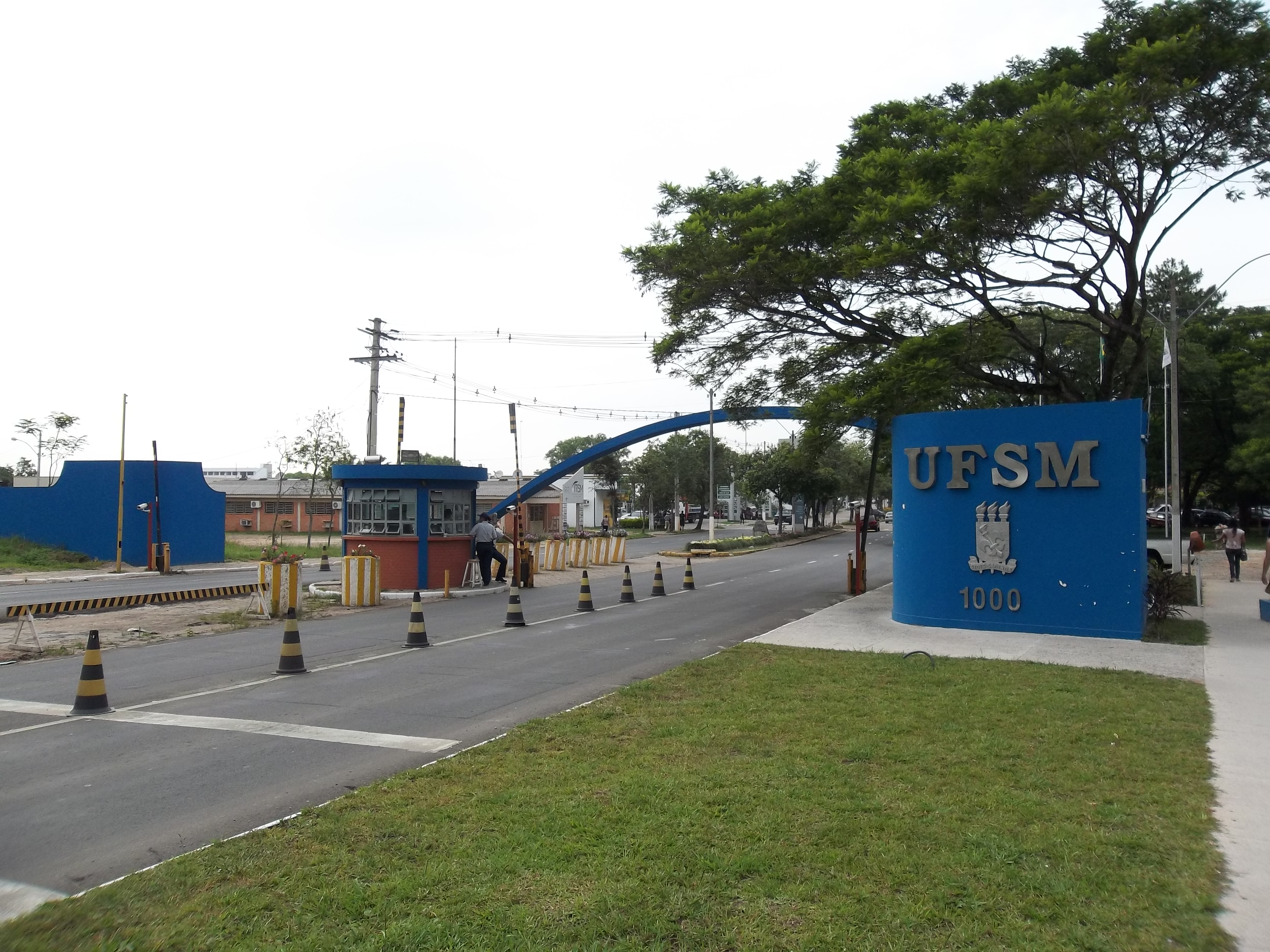
A Universidade Federal de Santa Maria, no bairro Camobi, no distrito da Sede, em Santa Maria / RS.

Foi o idealizador e fundador da Universidade Federal de Santa Maria – UFSM, no Rio Grande do Sul, primeira universidade pública instalada fora do eixo das capitais do estado no Brasil e formalmente criada em 14 de dezembro de 1960 pela Lei 3.834-C, artigo 16, assinada pelo presidente Juscelino Kubitschek, do PSD.  Educador ligado ao movimento de interiorização e democratização do ensino público superior no Brasil. Membro do Conselho Federal de Educação. Criador das áreas ou distritos geo-educacionais, pregava que o Estado era o motor do progresso e deveria orientar e controlar a educação. É de sua autoria, datado de 1968, o projeto que disciplina a implantação de campus universitário fora da cidade sede da universidade: a multiversidade, como ele denominava. Como Conselheiro do Projeto Rondon, foi o idealizador e criador do primeiro campus avançado do ensino superior na Amazônia, em agosto de 1969. O antigo campus da UFSM em Boa Vista, no estado de Roraima, deu origem à Universidade Federal de Roraima.

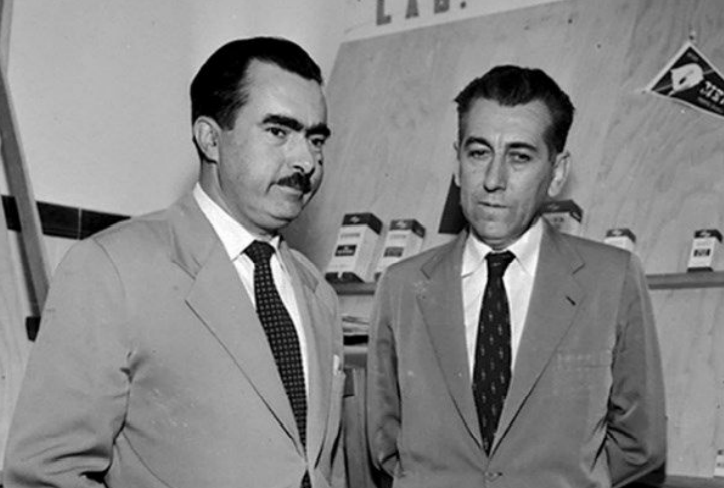
Reitor José Mariano da Rocha Filho e Senador Tarso Dutra

A UFSM resultou da luta de José Mariano da Rocha Filho desencadeada desde 1947, quando conseguiu, liderando e articulando um amplo movimento do interior do Rio Grande do Sul, incluir no texto da Constituição estadual um parágrafo que transformava a Universidade de Porto Alegre em Universidade do Rio Grande do Sul, através da anexação das duas faculdades então existentes no interior: Farmácia, de Santa Maria, e Direito, de Pelotas. No lance definitivo, em 1960, contou com apoio do vice-presidente Jango Goulart, do PTB, e do deputado federal Tarso Dutra, do PSD, com os quais Mariano compartilhava intimidade política, apesar de tentar apagar os laços com Jango e o PTB após o afastamento forçado da presidência da República em 1964. Era reitor quando ocorreram as prisões arbitrárias e o expurgo sumário de professores petebistas e comunistas da UFSM.
José Mariano da Rocha Filho trouxe para a UFSM figuras de renome internacional e implantou projetos de âmbito mundial como a Operação Oswaldo Aranha, financiada pela FAO, entre 1968 e 1974, que visava o desenvolvimento do setor agropecuário, especialmente com relação às pequenas propriedades rurais. Em l969, instalou em Santa Maria, com o auxílio da OEA, a Faculdade Interamericana de Educação, o primeiro curso de Pós-Graduação em Educação no gênero no país, que reunia educadores de todos os países latino-americanos, estudando já naquela época, a integração da América Latina pela educação. Na condição de reitor, José Mariano afirmava que a realidade brasileira era marcada por contrastes de civilização e atraso, opulência e miséria, típicas de um país que se concentrou no litoral e esqueceu o interior. Essa condição de civilização litorânea fez com que as universidades fossem concentradas especialmente nas capitais, reproduzindo internamente uma espécie de colonialismo educacional em relação às populações interioranas.

## Repercussões na Educação Superior Brasileira
As ideias republicanas de José Mariano da Rocha Filho foram fundamentais no processo da nação e da democratização do acesso ao ensino público superior no Brasil e na América Latina, e acabaram orientando o desenvolvimento e os rumos do ensino superior. Possui inúmeros trabalhos publicados no Brasil e no exterior, entre os quais destacam-se: A Nova Universidade, datado de 1962, La Nova Universidad de las Américas, publicado pela American Association of State Colleges and Universities, nos EUA em l973, Universidade para o desenvolvimento: áreas (distritos) geo-educacionais, também datado de l973 e A terra, o homem e a educação, datado de l993 e publicado no Brasil e no México.
É cidadão honorário de dezenas de cidades gaúchas e brasileiras onde semeou e ajudou a desenvolver o seu projeto nacional de universidade Estatal, da universidade ligada à terra e ao homem que nela habita. Em 1994, foi admitido pelo presidente Itamar Franco à Ordem do Mérito Militar no grau de Oficial especial.
José Mariano da Rocha Filho mesmo se dizendo cristão acreditava no Estado como o melhor gestor para a educação, e mudou a história do ensino superior Estatal e suas ideias ultrapassaram as fronteiras do Rio Grande do sul, como afirma o título de Educador das Américas que recebeu em 1972, num encontro de reitores latino-americanos. Em 1999 foi eleito um dos XX Gaúchos que marcaram Século XX, sendo o mais votado na promoção da RBS TV e Zero Hora. A escolha do nome de José Mariano da Rocha Filho, um educador emérito, deu um novo ânimo para o intervencionismo na educação do Rio Grande e do Brasil pois, segundo suas próprias palavras:
"para combater as trevas nada é melhor do que acender uma luz e a universidade aí esta vitoriosa ninguém poderá mais destruí-la como um foco brilhante de luz a iluminar o caminho de nossa pátria no sentido da DEMOCRACIA a UNICA COMPATIVEL com a DIGNIDADE do homem
O Diretório Acadêmico que representa os estudantes de Medicina da UFSM leva seu nome, com o acrônimo de DAZEF.

## Condecorações
- Comendador da Ordem Militar de Cristo de Portugal (19 de fevereiro de 1934)
- Grande-Oficial da Ordem da Instrução Pública de Portugal (5 de agosto de 1969)[8]